# Lomandra
Lomandra é um género botânico pertencente à família Laxmanniaceae.